# Мацеївський район
Мацеївський (Луківський) район — колишня адміністративно-територіальна одиниця УРСР з центром у смт Мацеїв, утворена 17 січня 1940 у складі Волинської області після приєднання Західної України до СРСР.

## Історія
Район утворено на підставі Указу Президії Верховної Ради УРСР «Про утворення районів у складі Волинської, Дрогобицької, Львівської, Ровенської, Станіславської і Тарнопольської областей УРСР» від 17 січня 1940 р.
27 червня 1941 р. райцентр Мацеїв окупували гітлерівці. З 1 вересня 1941 р. і до вигнання нацистських загарбників 18 липня 1944 р. район входив до Ковельської округи генеральної округи Волинь-Поділля райхскомісаріату Україна. В ніч із 27 на 28 березня 1943 р. близько 200 українських поліцаїв із Мацеївського шуцманшафту перейшло в УПА. Влітку 1943 р. внаслідок дій радянських партизанів було паралізовано роботу залізничної лінії Ковель—Холм. Диверсійні групи діяли в районі залізничної станції Мацеїв, а в лютому 1944 р. партизанський загін В. О. Карасьова захопив станцію і протягом 8 годин її утримував. Протягом 1944–1945 рр. Мацеївський район входив до Любомльського підпільного надрайону ОУН.
7 вересня 1946 р. указом Президії Верховної Ради УРСР «Про збереження історичних найменувань та уточнення і впорядкування назв сільських Рад і населених пунктів Волинської області» Мацеїв було перейменовано на Луків, а Мацеївську селищну раду — на Луківську. У зв'язку з відновленням історичної назви райцентру Мацеївський район перейменовувався на Луківський.
23 вересня 1959 року район було  ліквідовано, а його територію розділено між Турійським, Старовижівським і Ковельським районами.